# Graphiopsis chlorocephala
Graphiopsis chlorocephala är en svampart som beskrevs av Trail 1889. Graphiopsis chlorocephala ingår i släktet Graphiopsis och familjen Davidiellaceae.   Inga underarter finns listade i Catalogue of Life.